# Wüllersdorf (Pommelsbrunn)
Wüllersdorf ist ein Gemeindeteil der Gemeinde Pommelsbrunn im Landkreis Nürnberger Land (Mittelfranken, Bayern). Wüllersdorf liegt in der Gemarkung Heldmannsberg.

## Lage
Der Weiler liegt an der Grenze zu der Oberpfalz, unweit von Hofstetten.

## Ortsname
Im Laufe der Ortsgeschichte wandelte sich der Ortsname:
- Willhartsdorf (1275)
- Wilherstorf (1300)
- Wilhartztorf (1326)
- Wilhalmstorf (1366)
- Villersdorf (1510)
- Willersdorf (1596)
- Wüllersdorf (erstmals 1730)

## Geschichte

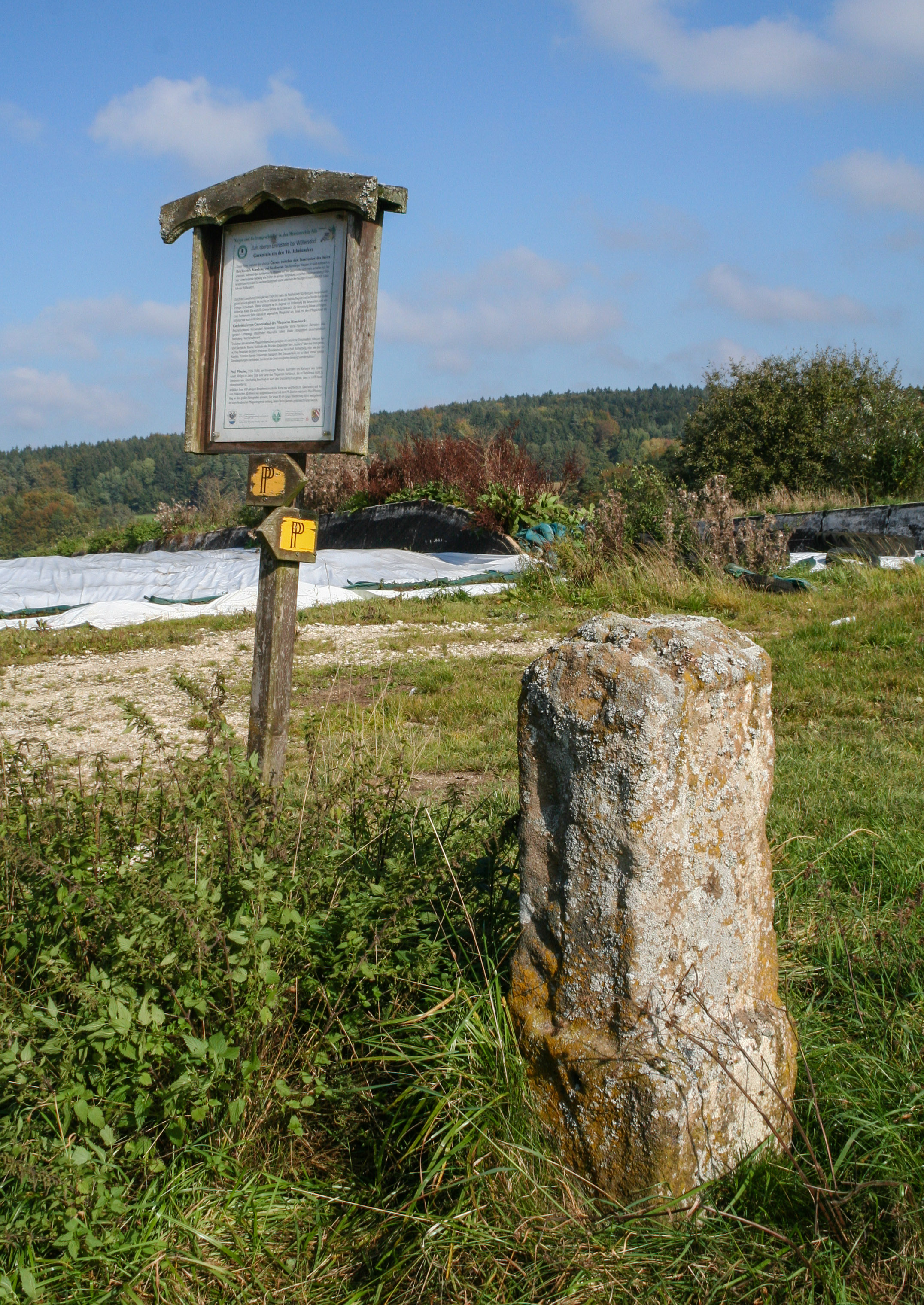
Grenzstein bei Wüllersdorf

Die erste urkundliche Erwähnung Wüllersdorfs geht zurück auf das vom Bayernherzog Ludwig dem Strengen in Auftrag gegebenen Salbuch von etwa 1275. In diesem Verzeichnis von Einkünften und Gerechtsamen werden zwei Huben und sieben Lehengüter erwähnt, also neun Anwesen. Im Baierischen Salbuch von 1326 sind nahezu die gleichen Angaben gemacht wie 1275. Im Urbar (Verzeichnis von Gütern und Abgaben) der Propstei Hersbruck von etwa 1300 werden zu „Wilherstorf“ ebenfalls zwei Huben und sieben Lehen aufgeführt. Neben Geldleistungen werden bei „Zins und Gült“ auch Käse, Herbsthühner und Fastnachtshühner gefordert, nachdem die Bauern ihre Höfe von der Grundherrschaft, nämlich der Propstei Hersbruck (als Verwalter des Klosters Bergen bei Neuburg an der Donau) zu Lehen hatten. Allerdings lag die Ausübung weltlicher Macht wie die höhere Gerichtsbarkeit nicht bei religiösen Institutionen, so dass 1163 die Vogtei über die Güter des Klosters Bergen dem Vogt auf der Burg Hohenstein als Verwalter, Schirmherr und Richter übertragen worden war. Auch ihm standen Einkünfte zu; Wüllersdorf gehörte damals zum Amt Hohenstein. Im Salbüchlein von Karl IV. von 1366/68 werden in „Wilhalmstorf“ nur noch sechs Lehen registriert. Auch den Schenken von Reicheneck gehörten im 14. Jahrhundert einige Flurstücke, welche sie, wie die meisten ihrer stattlichen Besitzungen, zu einem großen Teil von den Bischöfen von Eichstätt und Bamberg zu Lehen trugen. Als das Geschlecht der Schenken 1411 ausstarb, gelangten diese Lehen an die Herren von Parsberg und an die Egloffstein.
Nach dem Landshuter Erbfolgekrieg von 1504/05 wurde die Ortschaft zum Grenzdorf und gehörte nunmehr zum Territorium der Reichsstadt Nürnberg und unter Verwaltung des Pflegamtes Hersbruck. Dieses übte sowohl die Hochgerichtsbarkeit, als auch die Dorf- und Gemeindeherrschaft über den Ort aus. Die Grenzziehung verlief dabei recht willkürlich. In der „Beschreibung der Herßpruckischen Grenitz, Anno 1596“ sind die einzelnen „Marckstaine“ und ihre Position genau beschrieben. Besonders akute Grenzprobleme gab es zum Beispiel beim Zoll und bei der Jagd; diese gaben zu manchem Ärger Anlass.
Die ersten namentlich bekannten Wüllersdorfer waren laut „Salbuch der Frauen von Berg vber die Zinß vnd gült der Brobstey bey Herspruck“ im Jahre 1529 Lienhart Tanner, Hanß Fuchs, Hanß Schmyd, Hanß Resch und Fritz Kayserman, also wurden die sechs Lehen von fünf Propsteibauern bewirtschaftet. 1730 gaben Leonhard Fischer und Michael Schmied folgende Auskünfte: „…Der Unterthanen wären 5, darunter 4 hinter die Probstey Zu Herrspruck und 1 hinter Johann Nicol Herel (altes Hersbrucker Geschlecht) alhier gehörig. Sie hielten keine Kirchweyh. Schickten ihre Kinder nach Fürrenrieth im Sultzbachischen in die Schul… Keine Heb-Amme hätten sie nicht, sondern ihre Weiber bedienten sich der von Nunhof im Ober-Pfältzischen…“ Um 1800 gab es in Wüllersdorf acht Anwesen. Im Jahr 1806 fiel Wüllersdorf mit der Reichsstadt Nürnberg an das Königreich Bayern und in den 1970er-Jahren bei der Gebietsreform in Bayern zur Gemeinde Pommelsbrunn.

## Baudenkmäler

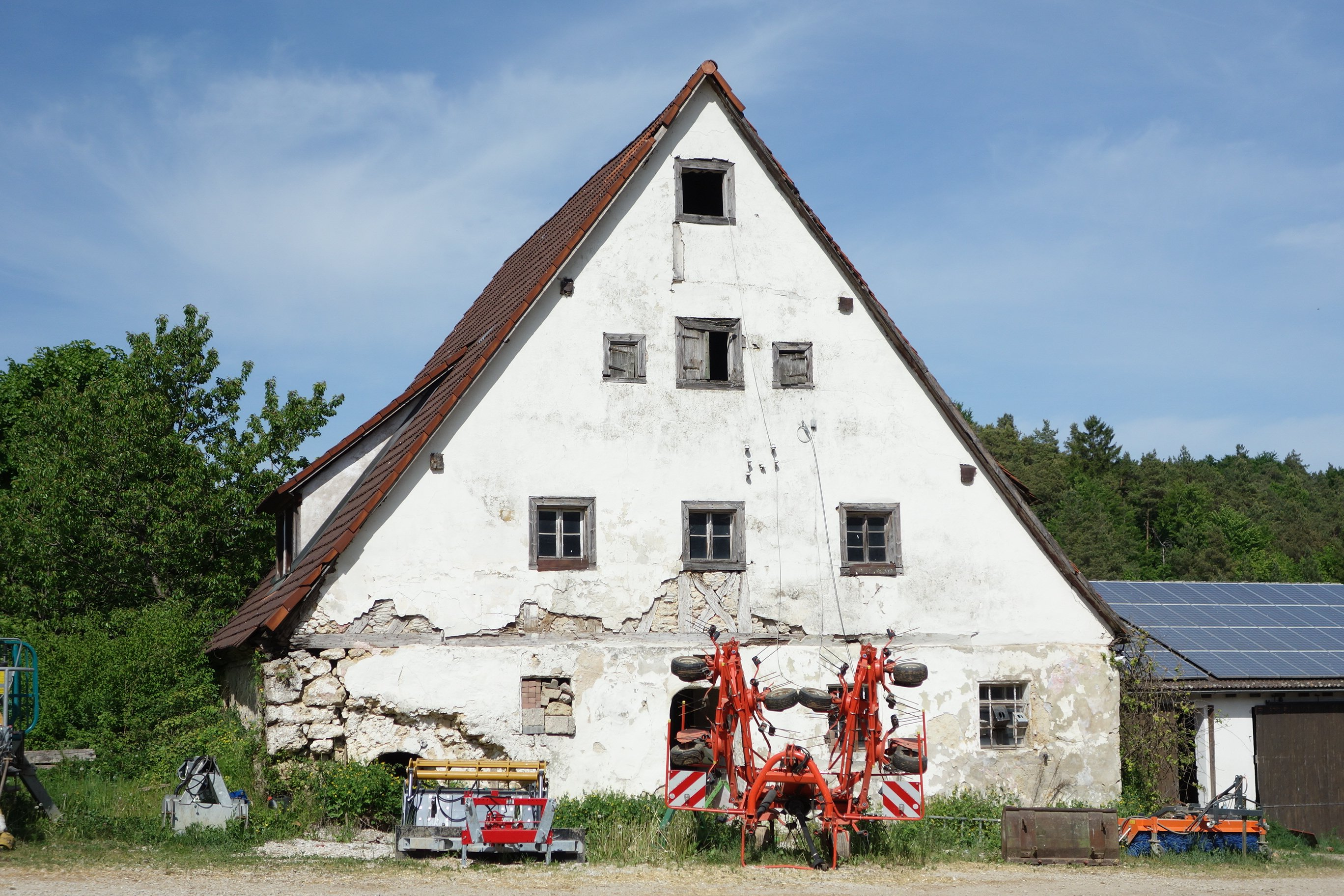
Denkmalgeschütztes Wohnstallhaus in der Ortsmitte